# Conseil de l'enseignement supérieur
Le Conseil de l'enseignement supérieur (en turc : Yükseköğretim Kurulu, abrégé YÖK) est une administration centrale issue de la réforme de l'enseignement supérieur de 1981 en Turquie, et dont la place est définie dans la constitution turque de 1982.

## Direction

### Présidents
| # | Nom              | Début du mandat  | Fin du mandat    |
| - | ---------------- | ---------------- | ---------------- |
| 1 | İhsan Doğramacı  | 21 décembre 1981 | 9 juillet 1992   |
| 2 | Mehmet Sağlam    | 15 juillet 1992  | 3 octobre 1995   |
| 3 | Kemal Gürüz      | 6 décembre 1995  | 6 décembre 2003  |
| 4 | Erdoğan Teziç    | 9 décembre 2003  | 9 décembre 2007  |
| 5 | Yusuf Ziya Özcan | 11 décembre 2007 | 11 décembre 2011 |
| 6 | Gökhan Çetinsaya | 11 décembre 2011 | 6 octobre 2014   |
| 7 | Yekta Saraç      | 11 octobre 2014  | 21 Temmuz 2021   |
| 8 | Erol Özvar       | 30 juillet 2021  | En fonction      |